# 夢幻古堡
《夢幻古堡》（法語：Château de rêve）是香港歌手黎明的錄音室專輯，全碟由陳永明監製，收錄了10首歌曲，專輯於1993年12月23日由唱片公司寶麗金首次發行，獲得三白金銷量（十五萬張以上），其後於1994年5月20日以黑膠唱片形式在韓國發行。2022年，香港環球唱片以《環球經典禮讚》系列的形式重新發行此專輯。

## 專輯製作
《夢幻古堡》的專輯封面以迪士尼古堡為背景，黎明以王子打扮攤開雙手站立於古堡前，歌詞小冊子附有「太陽之子」漫畫故事，內容講述黎明凝聚力量拯救地球，主打歌曲〈不可推搪〉是一首電子音樂伴奏的快歌，改編自法文歌曲〈Tout Mais Pas Ça〉，節奏以輕快為主。歌曲〈心愛〉和〈一生最愛〉由張國榮及陳永明合力監製，張國榮預先錄了一盒錄音帶，讓黎明了解他所要求的演繹水準，〈心愛〉是一首以節奏藍調和成人當代音樂為主要風格的歌曲；〈一生最愛〉是張國榮創作的歌曲，原曲為電影《白髮魔女傳》的主題曲〈紅顏白髮〉，張國榮把此曲送給黎明作為生日禮物，由林夕重新填詞。黎明除了主唱歌曲，亦創作了〈熱舞一族〉和〈願你清楚我的心〉兩首歌曲。

## 曲目列表
| 曲序     | 曲目           |          | 作曲             | 编曲          | 製作人         | 备注                                              | 时长  |
| -------- | -------------- | -------- | ---------------- | ------------- | -------------- | ------------------------------------------------- | ----- |
| 1.       | 不可推搪       | 古倩敏   | Cleet Boris      | 唐奕聰        | 陳永明         | 改編自L'Affaire Louis' Trio的〈Tout Mais Pas Ça〉 | 3:59  |
| 2.       | 心愛           | 古倩敏   | Paul Davis       | 唐奕聰        | 張國榮、陳永明 | 改編自Paul Davis的〈I Go Crazy〉                  | 4:01  |
| 3.       | 寂寞的古堡     | 古倩敏   | Colin Vearncombe | Donald Ashley | 陳永明         | 改編自Black的〈Let's Talk About Me〉              | 4:10  |
| 4.       | 愛情影畫戲     | 古倩敏   | 邰正宵           | 唐奕聰        | 陳永明         | 改編自邰正宵的〈深愛著你〉                        | 4:24  |
| 5.       | Honey Honey    | 周禮茂   | 草野正宗         | 蘇德華        | 陳永明         | 改編自SPITZ的〈ハニーハニー（Honey Honey）〉      | 4:37  |
| 6.       | 情像雨飄泊     | 古倩敏   | 徐禹 蔣東良      | 盧東尼        | 陳永明         | 改編自林立洋的〈Waiting in the Rain〉             | 4:31  |
| 7.       | 春夏秋冬       | 古倩敏   | 槇原敬之         | 唐奕聰        | 陳永明         | 改編自槇原敬之的〈Necessary〉                     | 5:11  |
| 8.       | 熱舞一族       | 簡寧     | 黎明、陳永明     | C. Y. Kong    | 陳永明         |                                                   | 3:45  |
| 9.       | 願你清楚我的心 | 向雪懷   | 黎明             | 袁卓繁        | 陳永明         |                                                   | 4:32  |
| 10.      | 一生最愛       | 林夕     | 張國榮           | 袁卓繁        | 張國榮、陳永明 | 改編自張國榮的〈紅顏白髮〉                        | 3:42  |
| 总时长： | 总时长：       | 总时长： | 总时长：         | 总时长：      | 总时长：       | 总时长：                                          | 42:52 |

## 幕後製作人員
以下是《夢幻古堡》的幕後製作人員名單：
- 鍵琴：袁卓繁（曲目10）
- 結他：Tommy Ho（曲目1）、鍾慶鴻（曲目3）、鄧建明（曲目4,5,7,9）、蘇德華（曲目5,6）、文仔（曲目8）、Jim（曲目9）
- 低音結他：林志宏（曲目5）、Steve（曲目9）
- 鼓：陳偉強（曲目5）
- 色士風：Phil（曲目2）
- 電子樂器：唐奕聰（曲目1,2,4,7）、Donald Ashley（曲目3）、盧東尼（曲目6）、C.Y. Kong（曲目8）、袁卓繁（曲目9,10）
- 和音：張偉文（曲目1,3,5－10）、天濛光（曲目1,3,4,6）、陳美鳳（曲目1－10）、譚錫禧（曲目1,3,5－10）、李小梅（曲目1－10）、曹潔敏（曲目2）、陳碧清（曲目4）、Steven（曲目4）
- 混音、錄音：吳子良、陳永明
- 母帶處理：David Chow、吳子良
- 美術指導：Jackson Lee
- 插圖：Kevin Lau
- 攝影：Sam Wong、Sandy Lee（靜物）
- 靜物攝影：Sandy Lee
- 助理監製：吳子良
- 監製：張國榮（曲目2,10）、陳永明
- 經理人公司：百事活娛樂事業有限公司

## 評論摘要
《夢幻古堡》的其中六首歌曲由古倩敏填詞，陳永明表示這些歌曲原本由其他填詞人負責，但由於時間太趕，因此交給當時的新進填詞人古倩敏嘗試創作，雖然陳永明和黎明都認為專輯側重於一個填詞人不太好，但他們對古倩敏的填詞作品感到滿意，故決定採用。有評論認為震音是1990年代常見的歌唱技巧之一，而主打歌曲之一的〈愛情影畫戲〉也有震音，這首歌的旋律大路，展現柔情，音域範圍令人唱得舒服，聽眾也聽得舒服。樂評人黃國恩認為2022年發行的版本其唱片音色有進步，當中歌曲〈一生最愛〉的人聲吐字清晰有空氣感，喉底的發音乾淨，而樂器亦紮實有力，且氣氛配合得宜富現場感。黎明表示此專輯有兩件事令他感到高興，其一是他在專輯中創作了兩首歌，其二是能夠與張國榮合作，由張國榮擔任兩首歌曲的製作人。

## 流行榜成績
以下是《夢幻古堡》的派台歌曲名單，以及其歌曲在香港四大電子媒體音樂流行榜的最高位置。
| 派台歌曲／流行榜 | 903專業推介 | 中文歌曲龍虎榜 | 新城電台勁爆本地榜 | 勁歌金榜 | 參考   |
| ---------------- | ----------- | -------------- | ------------------ | -------- | ------ |
| 〈不可推搪〉     | 冠軍        | 冠軍           | 尚未設立流行榜     | 冠軍     | [ 18 ] |
| 〈心愛〉         | 季軍        | 第9位          | 冠軍               | 冠軍     |        |
| 〈愛情影畫戲〉   | 第14位      | 第8位          | 冠軍               | 冠軍     |        |

## 獎項
以下是收錄於《夢幻古堡》專輯的歌曲獲頒發的獎項：
- 電視廣播有限公司1994年度勁歌金曲季選——第一季得獎歌曲〈愛情影畫戲〉[19]

## 音樂錄像
歌曲〈不可推搪〉的音樂錄像由林青峰編排舞蹈，黎明穿上一件重量約三十磅的大衣及戴上左右不同框的墨鏡載歌載舞，而女舞蹈員則穿上以「蜘蛛女」為主題的全身黑色貼身衣伴舞。〈心愛〉的音樂錄像由盧冰心執導，以樹林、一所大宅、及一輛古董車作為拍攝場景。〈愛情影畫戲〉的音樂錄像由陳龍華執導，黎明、秦順蕙擔任男、女主角，以每天2萬元萬港幣租金租用香港郊外一幢廢置的別墅作為拍攝場景，並以3輛大貨車搬運道具和器材、1輛發電車提供電源、一輛供水車製造春雨纏綿的景象，此音樂錄像根據歌詞內容構思出一個完整的故事，事故講述一個風雨的晚上，男主角黎明碰巧走進一間破屋中，與屋內一座古老影戲機中的美女想戀。